# Asakawa Toshinobu
Asakawa Toshinobu est un nom japonais traditionnel ; le nom de famille (ou le nom d'école), Asakawa, précède donc le prénom (ou le nom d'artiste).
Asakawa Toshinobu (淺川 敏晴), né le 18 avril 1860 dans la préfecture de Yamanashi au Japon et décédé à l'âge de 63 ans le 29 juin 1933, est un lieutenant-général de l'armée impériale japonaise.
Sorti diplômé de l'académie de l'armée impériale japonaise le 25 juin 1886, il est promu second-lieutenant et envoyé étudier à l'académie militaire de Berlin. Il reste en Allemagne de mai 1889 à décembre 1892. Il y reçoit, à partir du 27 juillet 1891, un entraînement pratique au sein du 2nd régiment de hussards, appelé « Reine Victoria », stationné à Dresde.
Il participe avec succès à la guerre sino-japonaise (1894-1895) et à la guerre russo-japonaise (1904-1905). Il est promu lieutenant-général le 8 août 1914. 
Il est l'auteur d'un ouvrage en 5 volume sur l'histoire de la cavalerie japonaise. 